# Eunidia microphthalma
Eunidia microphthalma är en skalbaggsart som beskrevs av Stefan von Breuning 1956. Eunidia microphthalma ingår i släktet Eunidia och familjen långhorningar. Inga underarter finns listade i Catalogue of Life.